# Campo di via Ghilini
Il campo di via Ghilini è un impianto sportivo di Monza. Attualmente è terreno degli incontri delle formazioni monzesi del Settore Giovanile e Scolastico organizzate dalla Delegazione Provinciale di Monza.

## Storia e descrizione

### Il "campo di via Ghilini"
L'A.C. Monza cresceva e le esigenze per affrontare l'attività sportiva richiedevano strutture adeguate. Il vecchio terreno delle Grazie Vecchie iniziava a risultare troppo stretto e la tribuna troppo piccola.
Fu così che si progettò la realizzazione di un nuovo terreno di gioco, questa volta di propria proprietà costituendo la "Società Cooperativa Campo Sportivo" per raccogliere i fondi con azioni da 100 lire. Il 23 febbraio 1923, con l'amichevole contro il C.S. Gloria di Fiume venne inaugurato il campo di Via Ghilini, dotato di una tribuna in legno in grado di accogliere circa 1 000 spettatori seduti.
Il 4 novembre 1926, sul muro di cinta del campo, furono collocate le lapidi che ricordavano i giocatori e i dirigenti caduti durante la prima guerra mondiale.
Il Monza gioca in via Ghilini fino al 1945 disputando anche il "Torneo delle squadre minori 1944-1945" organizzato dal Direttorio II Zona (Lombardia).
È tra la terza e la quinta giornata d'andata della stagione 1943-1944 che il Monza, tornato a disputare in casa dopo tre settimane la quinta partita il 5 marzo contro la Falck (non giocava in casa dal 13 febbraio e si era recato in trasferta a Lecco il 20 febbraio), trova la sgradita sorpresa di trovare completamente smontata e asportata tutta la propria tribuna togliendo tutte le travi di legno per poterle bruciare (i colpevoli non furono rintracciati).
Dopo la liberazione, a conflitto concluso, il club rispolvera un vecchio progetto pubblicato prima dell'inizio della guerra su "Il Popolo di Monza" e chiede di poter ottenere lo spazio libero dietro alla stazione di Monza essendo rimasto abbandonato il piazzale, precedentemente utilizzato come camposanto e poi dal 1930 per le adunate fasciste, tra la chiesa di San Gregorio e della vecchia Casa del Balilla (G.I.L.). La G.I.L. fu in parte recuperata come cine-teatro ed il Comune si impegnò a dare all'A.C. Monza un campo nuovo che venne inaugurato il 21 ottobre 1945.
Il vecchio campo di via Ghilini, che era quasi a 100 metri in linea d'aria dal nuovo campo scavalcato il Lambro, era ridotto in pessime condizioni quando nel 1945 fu ceduto al Comune di Monza.
Il Comune lo mise a disposizione del Comitato di Sezione Propaganda di Monza il quale lo utilizzò dal 1945 per le partite della prima categoria, juniores e ragazzi.
Alla morte dell'avvocato Giovanni Mauro avvenuta nel 1958, la Lega Regionale Lombarda nella figura di quello che fu un suo braccio destro e per più stagioni a partire dal 1926 responsabile dei campi sportivi della Lombardia, il cavaliere e geometra Riccardo Zoppini, consigliere e addetto nazionale dei campi FIGC, decise utilizzare i contributi federali e accollare alla federazione la maggior parte delle spese di ristrutturazione e trasformarlo in "campo federale" utilizzandolo anche per tutte le gare che la Lega Giovanile organizzava su base regionale per le categorie juniores e ragazzi.
Inaugurato all'inizio del 1959 adeguandolo alle normative definite dai regolamenti federali, il campo fu dotato degli spogliatoi per le due squadre e l'arbitro.
Successivamente, il Comune decise dopo il 1959 di ridenominare il pezzo di strada di via Ghilini, dove si trovava il campo situato oltre il Canale Villoresi, da "via Gaetano Ghilini" a "via Antonio Rosmini" attribuendogli il nuovo numero civico 11.
Da allora il campo non ha subito particolari modifiche oltre alla realizzazione dei tre gradoni in cemento armato.
Solo successivamente, dopo la morte del giornalista sportivo monzese Gianni Pioltelli avvenuta nel 1990, il campo gli fu dedicato ridenominandolo "Campo Sportivo G. Pioltelli".

### Il passato
La struttura aveva una sola gradinata coperta sul lato est. Era una struttura completamente in legno che aveva circa 8 scalini e occupava circa 60 metri in lunghezza, la metà della lunghezza del lato est del campo sportivo.

### Il presente
L'attuale struttura ha, nella stessa posizione in cui esisteva la vecchia tribuna in legno, 4 gradoni in cemento posti fra la recinzione e un filare di alberi.